# Dyavankonda, Kalghatgi
Dyavankonda là một làng thuộc tehsil Kalghatgi, huyện Dharwad, bang Karnataka, Ấn Độ.